# 东亚栉齿蒿
东亚栉齿蒿（学名：Artemisia maximowicziana）为菊科蒿属的植物。分布在俄罗斯以及中国大陆的内蒙古、黑龙江等地，多生长于中、干河谷、森林采伐迹地上、阳坡、低海拔地区的草原以及具稀疏森林的草原地区，目前尚未由人工引种栽培。